# Radotínský hřbitov
Radotínský hřbitov se nachází v Praze 5 v městské čtvrti Radotín v ulici Nad Berounkou. Jeho velikost je 0,3 hektaru.

## Historie
Hřbitov byl založen jako náhrada za zrušený hřbitov u kostela svatého Petra a Pavla a vysvěcen byl 6. června 1881. S kostelem je spojen krátkou, přímou, 120 metrů dlouhou cestou podél řeky Berounky, dnes oficiálně nazývanou Nad Berounkou. Má dvě části - starší část leží výše, nová část je na jihovýchodní straně dole u řeky. O nové části se jednalo již roku 1929 (povoleno 1936, provedeno 1940).
Součástí hřbitova jsou dva menší hřbitovy, které leží mimo centrální hřbitov. Kolumbárium bylo zřízeno koncem šedesátých let, nejnovější část hřbitova při třebotovské silnici za Velkým hájem (Na Pískách) byla zřízena roku 1984.

## Správa
Na rozdíl od většiny hřbitovů na území Hlavního města Prahy radotínský hřbitov nespravuje Správa pražských hřbitovů, ale Technické služby Praha - Radotín.

## Významní pohřbení
Na hřbitově je pohřbeno i několik významných osobností, většinou regionálního významu. Ve staré části je to například radotínský mlynář Josef Šarboch, za kterým jezdil do mlýna spisovatel Alois Jirásek, radotínský obchodník, starosta a politik Republikánské strany zemědělského a malorolnického lidu Bohumil Haman nebo bubeník kapely Olympic Milan Peroutka, v dolní, novější části pak například radotínská starostka z let 2002 - 2006 a pozdější náměstkyně primátora hlavního města Prahy Hana Žižková.
Dále jsou zde pohřbeni tři vojíni Ruské osvobozenecké armády (Vlasovci), kteří padli v květnu 1945 v boji o Radotín.

### Související články

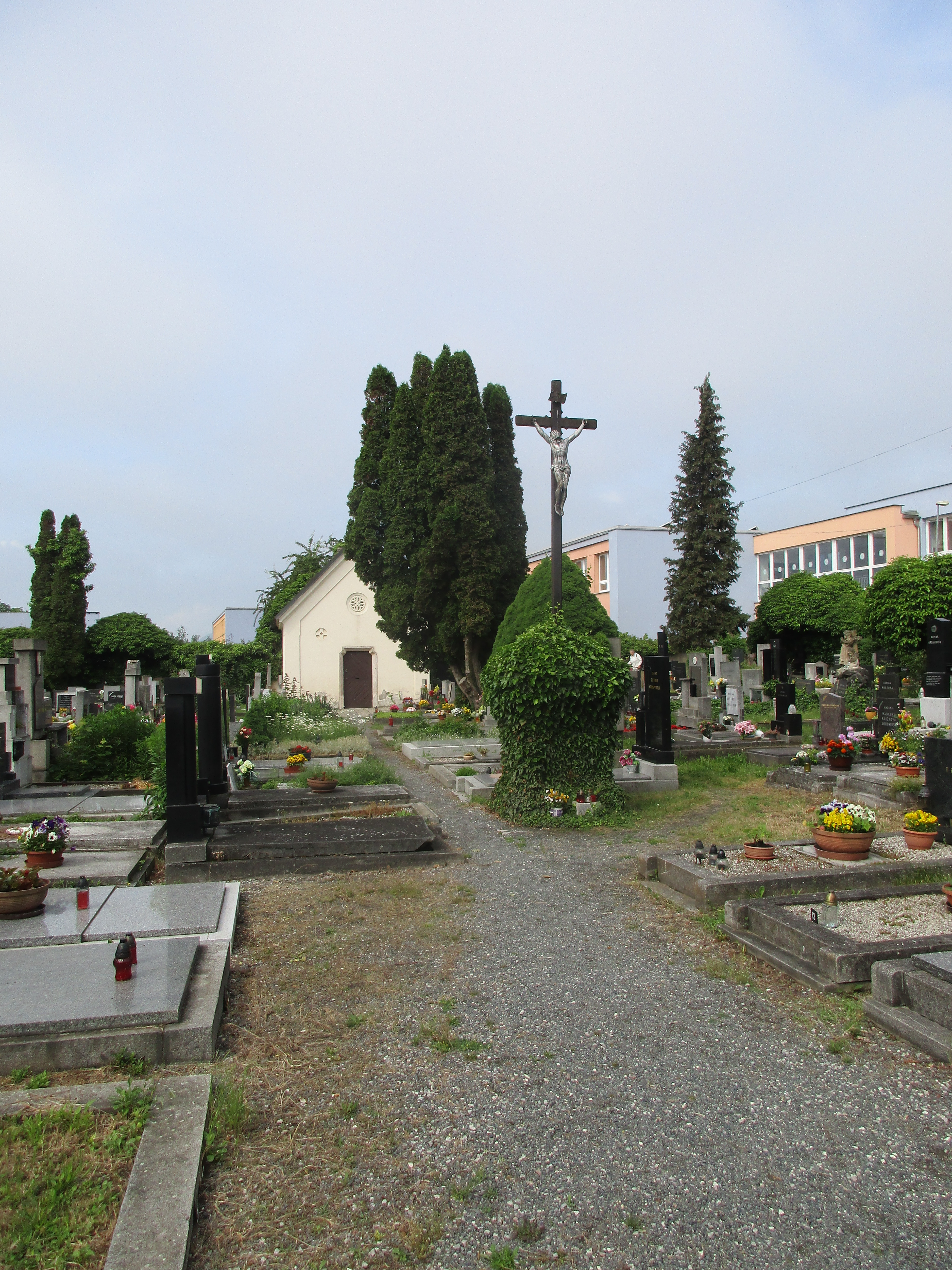
Márnice a Boží muka na radotínském hřbitově
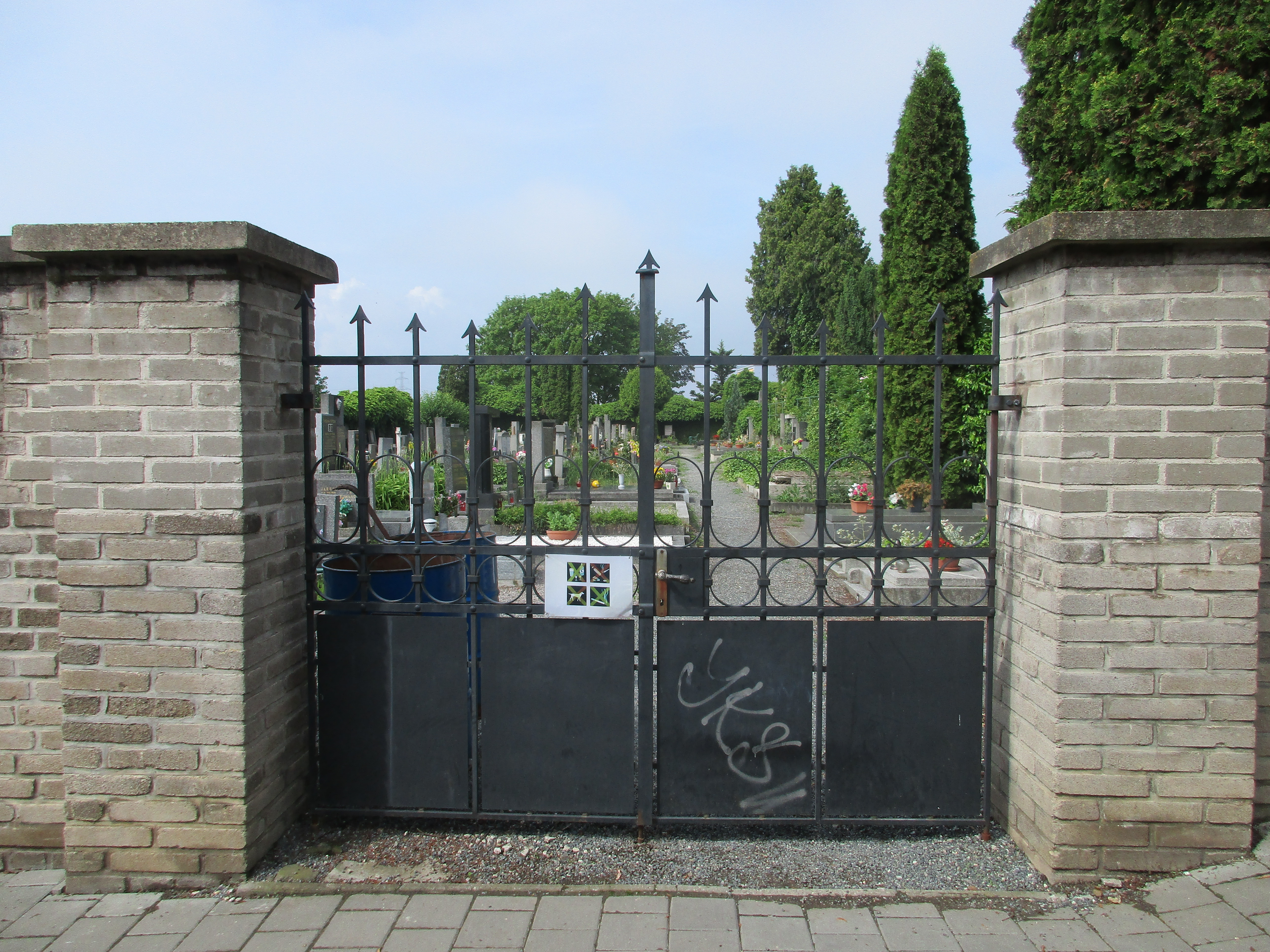
Vrata dolní části hřbitova
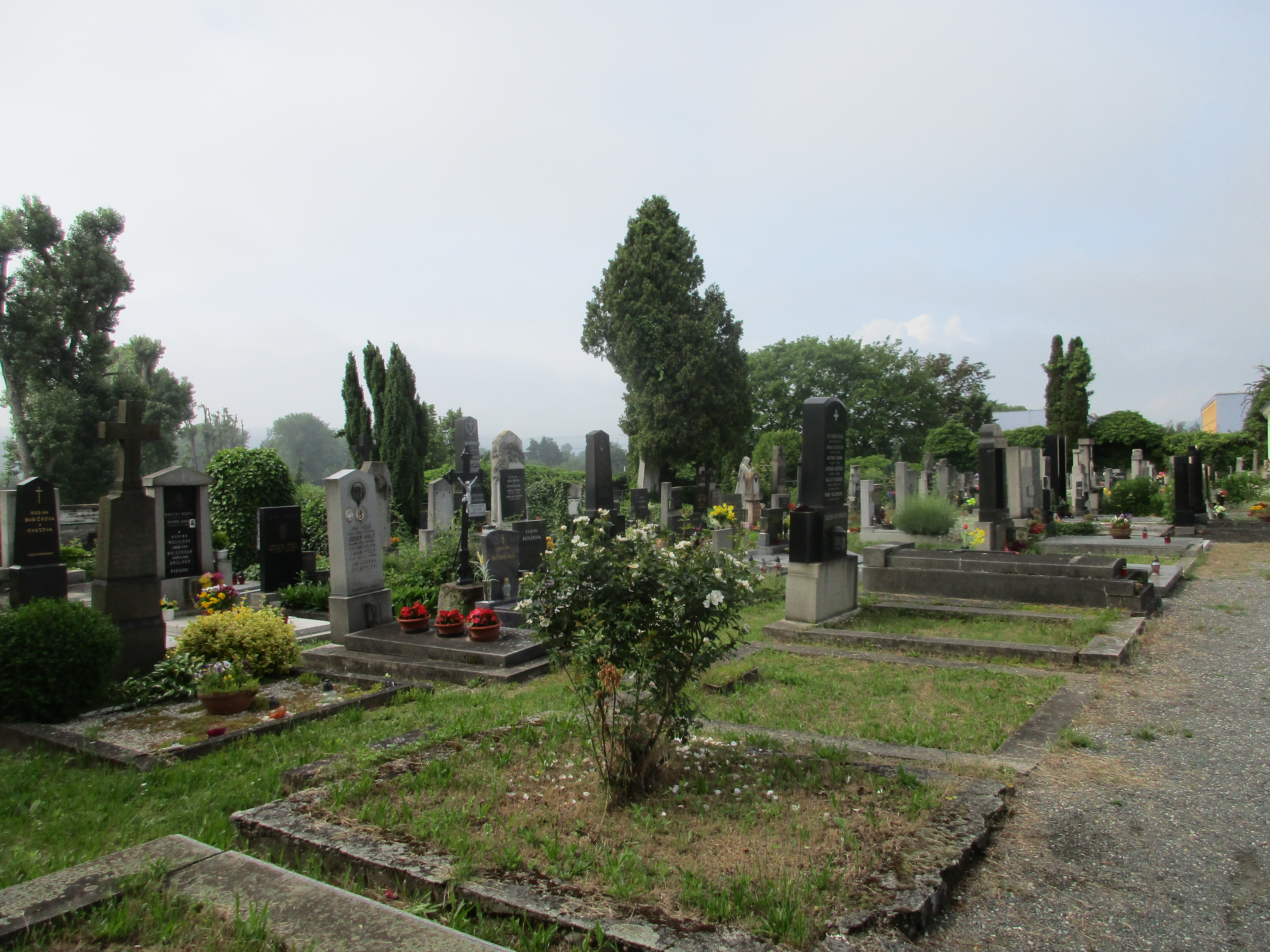
Radotínský hřbitov